# Кожуховська (станція метро)
«Ко́жуховська» (рос. Кожуховская) — 155-а станція Московського метрополітену, розташована на південному радіусі Люблінсько-Дмитровській лінії між станціями «Дубровка» і «Печатники». Названа по однойменній місцевості та вулиці. Відкрита 28 грудня 1995 року, у складі черги «Чкаловська» — «Волзька».  Розташована в Южнопортовому районі (ПСАО) під однойменною вулицею.

## Технічні характеристики
Конструкція станції — односклепінна мілкого закладення (глибина закладення — 12 м), споруджена з монолітного залізобетону за типовим проектом, з платформою острівного типу. Працює тільки один вестибюль — південний, вихід по ескалаторах на вулиці Южнопортова, Трофимова, Петра Романова, 5-а Кожуховська. У північному торці є законсервований вихід з доступом у підсобні приміщення, на поверхні є лише місце під вестибюль у вигляді скверу.

## Колійний розвиток
Станція без колійного розвитку.

## Оздоблення
В оздобленні використано мармур різних порід, алюмінієвий профіль, з якого виконаний карниз ескалаторного павільйону, в основі оформлення станції — тема розвитку автомобільного дизайну (неподалік знаходиться найстаріший московський автомобільний ринок). Колійні стіни, оброблені мармуром, плавно переходять у звід, до якого кріпляться оригінальні світильники з кожухами з червоного металу. Підлога викладена гранітом різних кольорів (переважно сірим).

## Пересадки
- Станцію МЦК  Дубровка
- Автобуси: 736, с790, с835, 888, 944, т38, S1